# Music to Be Murdered By
A Music to Murdered By című album Eminem 11. stúdióalbuma, mely 2020. január 17-én jelent meg az Aftermath Entertainment, az Interscope Records, valamint a Shady Records kiadásában, előzetes bejelentés nélkül, hasonlóan a 2018-as Kamikaze című stúdióalbumához. Az albumon Eminem mellett Dr. Dre is részt vett a lemez elkészítésében, valamint további előadók is, úgy mint Black Thought, Q-Tip, Juice Wrld, Ed Sheeran, Young MA, Skylar Grey, Don Toliver, Anderson .Paak, Royce da 5'9 ", Kxng Crooked és Joell Ortiz.
Az első kislemez az albumról a Darkness című dal, melyhez videoklip is készült, melyet James Larese rendezett. A dal 1. helyen debütált a Billboard 200-as listán, így Eminem az első művész, kinek tíz egymást követő albuma 1. helyezett volt az Egyesült Államok Billboard listáján, valamint hat művész közül az egyetlen, akinek legalább 10 No1. albuma van.
Az album általában pozitív visszajelzéseked kapott a zenekritikusoktól. Az album 12 országban volt listavezető, és az Egyesült Államokban a 10. egymást követő első helyezett lett.

## Előzmények és felvétel
Az album címét, és annak borítóját az 1958-as Jeff Alexander album "Alfred Hitchcock Presents Music to Be Murdered ihlette. Chriss Willman a Variety magazintól úgy írja le az albumot, hogy az egyetlen olyan album, mely Hitchcock nevével fémjelzett. Eminem tweetelt egy képet az 1958-as albumról, melyen Hitchcock fejszével és fegyverrel látható, és kijelentette, hogy albumának borítóját "Alfred bácsi" ihlette. Az ő hangja hallható a lemez intro bevezetőjében, és az outro-ban is, ahol azt mondja: "Ha nem gyilkoltak meg, én csak a legjobbakat tudom neked kívánni a következő időkre, jó éjszakát, bárhol is vagy.
Eminem az albumot Juice Wrld amerikai rapper  emlékének ajánlja fel, aki kábítószer-túladagolás következtében 2019. december 8-án halt meg, valamint volt testtőrének, CeeAaqil Allah Barnesnek, aki szintén elhunyt. Juice Wrld közreműködött a Godzilla című dalban is, mely az első posztumusz megjelenés. Eminem a dal harmadik verseben rögzíti a dal rap betétjét, mely másodpercenként 10,65 szótagot tartalmaz. Ezzel Eminem meghaladta saját szótag / perc csúcsát, valamint Nicki Minaj 2018-as "Majesty" című dalában hallható rapbetét csúcsát is, ahol másodpercenként 10,3 szótagot rappel. 2013-as kislemeze, a "Rap God" 9,6 másodperc / szótag rappet tartalmaz.

## Kritikák
| Szakmai értékelés      | Szakmai értékelés |
| ---------------------- | ----------------- |
| Összesített pontszámok |                   |
| AnyDecentMusic?        | 5.7/10            |
| Metacritic             | 64/100            |
| Egyéb értékelések      |                   |
| Értékelő               | Értékelés         |
| AllMusic               | [ 13 ]            |
| Clash                  | 7/10              |
| Consequence of Sound   | B-                |
| Entertainment Weekly   | B                 |
| HipHopDX               | 3.8/5             |
| The Guardian           | [ 18 ]            |
| The Independent        | [ 19 ]            |
| NME                    | [ 2 ]             |
| Pitchfork              | 5.5/10            |
| Rolling Stone          | [ 21 ]            |

Az album általában pozitív kritikákat kapott a zenekritikusoktól. A Metacritic a mainstream kritikusoktól a 100-ból 65 kritikai értékelést kapott, mely egy átlagos kritikai értékelésnek számít. 14 kritikai értékelés alapján többet kapott, mint két előző albuma a "Revival" és a "Kamikaze". Az AnyDecentMusic 10-ből 5.7 minősítést adott az albumra.
A The Guardian kritikusa Alex Petridis erősebbnek nevezte az albumot, előző Kamikaze albumhoz képest, megdicsérve Eminem folyamatos rappelését, mely tökéletes, és állandó tempójú, és hangsúlyú. Neil McCormick a The Daily Telegraphtól öt csillagot adott az albumnak, és "halálosan ragyogó"-nak írta le az albumot. Kritikusabb volt Paul A. Thompson a Pitchfork-tól, aki azt írta az albumról, hogy nem túl jó, azonban feltartóztatja a figyelmet a hallgatóban.
A "Darkness" című dal a 2017. évi Las Vegas-i lövöldözésről szól, és Stephen Paddock szemszögéből, aki a helyszínen lövöldözött, majd öngyilkos lett. Eminem pozitív kritikai elismerést kapott a dallal kapcsolatban.

## Sikerek
Az album a Billboard 200-as albumlista élén nyitott, 279.000 album eladással, melyből 117.000 hagyományos eladás volt, 217,6 millió stream, és 8000 albummal egyenértékű eladásokat tartalmaz. Eminem lett az első olyan művész, aki tíz egymás követő albuma az első helyen debütált az Egyesült Államokban, és hat művész közül az egyik, aki tíz No1 albumot adott ki.

## Számlista
| 1.    | Premonition (Intro)                                                | Dawaun Parker Dr. Dre Eminem Luis Resto Mark Batson  | 2:53 |
| 2.    | Unaccommodating (featuring Young M.A)                              | Eminem Tim Suby                                      | 3:36 |
| 3.    | You Gon' Learn (featuring Royce da 5'9" and White Gold)            | Eminem Resto Royce da 5'9"                           | 3:54 |
| 4.    | Alfred (interlude)                                                 | Andre "Briss" Brissett Parker Dr. Dre                | 0:30 |
| 5.    | Those Kinda Nights (featuring Ed Sheeran)                          | Eminem Fred D. A. Doman                              | 2:57 |
| 6.    | In Too Deep                                                        | Eminem Suby                                          | 3:14 |
| 7.    | Godzilla (featuring Juice Wrld)                                    | Eminem D. A. Doman                                   | 3:30 |
| 8.    | Darkness                                                           | Eminem Resto Royce da 5'9"                           | 5:37 |
| 9.    | Leaving Heaven (featuring Skylar Grey)                             | Eminem Skylar Grey                                   | 4:25 |
| 10.   | Yah Yah (featuring Royce da 5'9", Black Thought, Q-Tip and Denaun) | Mr. Porter                                           | 4:46 |
| 11.   | Stepdad (Intro)                                                    | Dr. Dre                                              | 0:15 |
| 12.   | Stepdad                                                            | Eminem Resto The Alchemist                           | 3:33 |
| 13.   | Marsh                                                              | Eminem Resto                                         | 3:20 |
| 14.   | Never Love Again                                                   | Parker Dem Jointz Dr. Dre Eminem Trevor Lawrence Jr. | 2:57 |
| 15.   | Little Engine                                                      | Parker Dr. Dre Erik "Blu2th" Griggs Lawrence         | 2:57 |
| 16.   | Lock It Up (featuring Anderson .Paak)                              | Parker Dem Jointz Dr. Dre Griggs Lawrence            | 2:50 |
| 17.   | Farewell                                                           | Eminem Ricky Racks                                   | 4:07 |
| 18.   | No Regrets (featuring Don Toliver)                                 | Eminem D.A. Doman                                    | 3:20 |
| 19.   | I Will (featuring Kxng Crooked, Royce da 5'9" and Joell Ortiz)     | Eminem Resto                                         | 5:02 |
| 20.   | Alfred (Outro)                                                     | Brissett Parker Dr. Dre                              | 0:39 |
| 64:22 |                                                                    |                                                      |      |

## Slágerlista
| Slágerlista (2020)                                  | Legjobb helyezés |
| --------------------------------------------------- | ---------------- |
| Ausztrália (ARIA)                                   | 1                |
| Ausztria (Ö3 Austria)                               | 3                |
| Belgium (Ultratop Flanders)                         | 1                |
| Belgium (Ultratop Wallonia)                         | 5                |
| Kanada (Billboard)                                  | 1                |
| Csehország (ČNS IFPI)                               | 1                |
| Dánia (Hitlisten)                                   | 1                |
| Hollandia (Album Top 100)                           | 1                |
| Észtország (Eesti Ekspress)                         | 1                |
| Finnország (Suomen virallinen lista)                | 1                |
| Franciaország (SNEP)                                | 4                |
| Németország (Offizielle Top 100)                    | 2                |
| Magyarország (MAHASZ)                               | 15               |
| Írország (OCC)                                      | 1                |
| Olaszország (FIMI)                                  | 4                |
| Japán (Billboard Japan)                             | 42               |
| Litvánia (AGATA)                                    | 1                |
| Új-Zéland (RMNZ)                                    | 1                |
| Norvégia (VG-lista)                                 | 1                |
| Skócia (OCC)                                        | 2                |
| Spanyolország (PROMUSICAE)                          | 66               |
| Svédország (Sverigetopplistan)                      | 2                |
| Svájc (Schweizer Hitparade)                         | 1                |
| Egyesült Királyság (OCC)                            | 1                |
| Egyesült Királyság UK R&B Albums                    | 1                |
| Egyesült Államok (Billboard) 200                    | 1                |
| Egyesült Államok Top R&B Hip-Hop Albums (Billboard) | 1                |
| Egyesült Államok Rolling Stone Top 200              | 1                |